# Посылочная марка

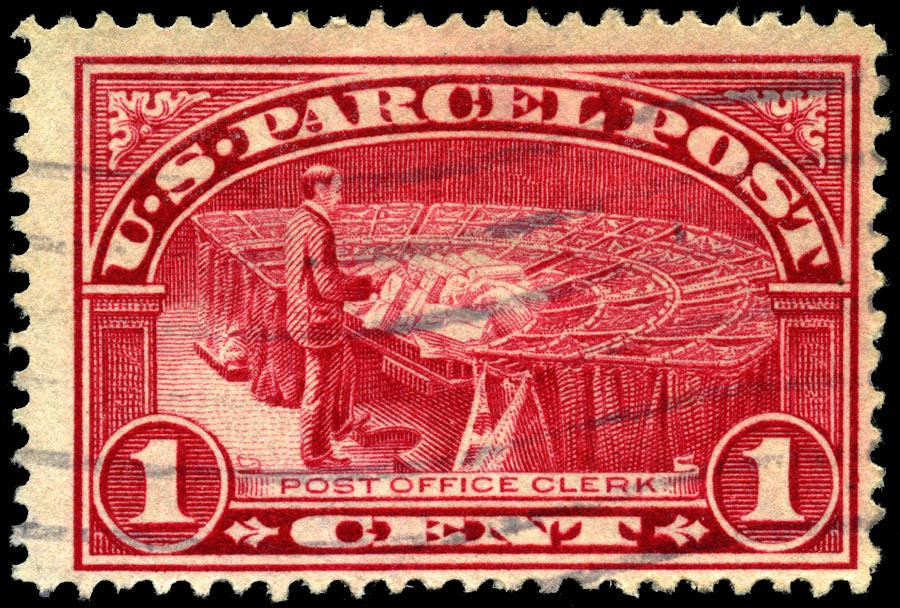
Посылочная марка США (1913, 1 цент)

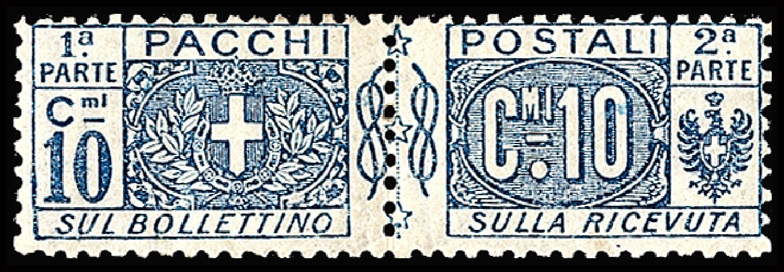
Пакетная (посылочная) марка Италии (1914): левая половинка наклеивалась на пакет (посылку), правая — на квитанцию отправителю

Посылочная марка, или пакетная марка, — специальная почтовая марка, предназначенная для оплаты почтового сбора за пересылку посылок и пакетов. Посылочные марки использовались в США (с 1865), Бельгии, Италии, Франции и некоторых других странах. Кроме того, выпускались доплатные посылочные (в США — с 1912, в Бельгии — с 1954) и некоторые другие виды посылочных марок.

## История
Первые посылочные марки появились в США в 1865 году (для газетных пакетов, или посылочные газетные), в Бельгии в 1879 году (посылочные железнодорожные) и в Италии в 1884 году. С 1892 года почтовые марки для посылок (железнодорожные) были введены в обращение во Франции. Собственно посылочные марки стали выходить с 1912 года в США (Sc #Q1—Q12), с 1928 года — в Сан-Марино и Бельгии и т. д. За всю историю почтовой связи посылочные марки употреблялись также в ряде других стран (Болгария, Дания, Финляндия и др.).
Не всегда к эмиссии посылочных марок прибегали почтовые администрации, иногда их выпускали железнодорожные ведомства, которые отвечали за перевозку посылок по железным дорогам страны (например, в Бельгии).

## Виды посылочных марок

### Общая классификация
Помимо собственно посылочных марок, в некоторых странах применялись другие виды посылочных марок, которые можно классифицировать по ряду критериев.
По характеру марок посылочные марки классифицируются на:
- Официальные посылочные марки почтовых администраций. Характерным признаком принадлежности к этой группе является наличие на марке названия страны.
- Полуофициальные посылочные марки государственных транспортных предприятий, по договору с почтовым ведомством осуществляющих пересылку посылок. На марках этой группы указывается название транспортного предприятия.
- Неофициальные посылочные марки для перевозки посылок как наряду с государственной почтой (марки посылочной почты частных железных дорог Великобритании, марки посылочной почты государственных железных дорог Дании), так и дополнительно таких видов посылок, которые не перевозит государственная почта (марки с надписью фр. «Colis non postaux», то есть «Посылка непочтовая», во Франции). Название страны на знаках почтовой оплаты этой группы не указывается.

По способу пересылки посылочные марки классифицируются на:
- Почтовые.
- Железнодорожные[2].
- Автомобильные.
- Судовые.

По дополнительным услугам и льготным тарифным ставкам посылочные марки классифицируются на:
- Спешные.
- Газетные (для газетных пакетов).
- Солдатские.
- Полевой почты.

### Автомобильные посылочные
Автомобильные посылочные марки предназначаются для оплаты почтового сбора за пересылку посылок, которые перевозятся почтовыми автобусами. В качестве примера можно привести Финляндию, где с 1949 года перевозка посылок производится почтовыми автобусами и катерами.

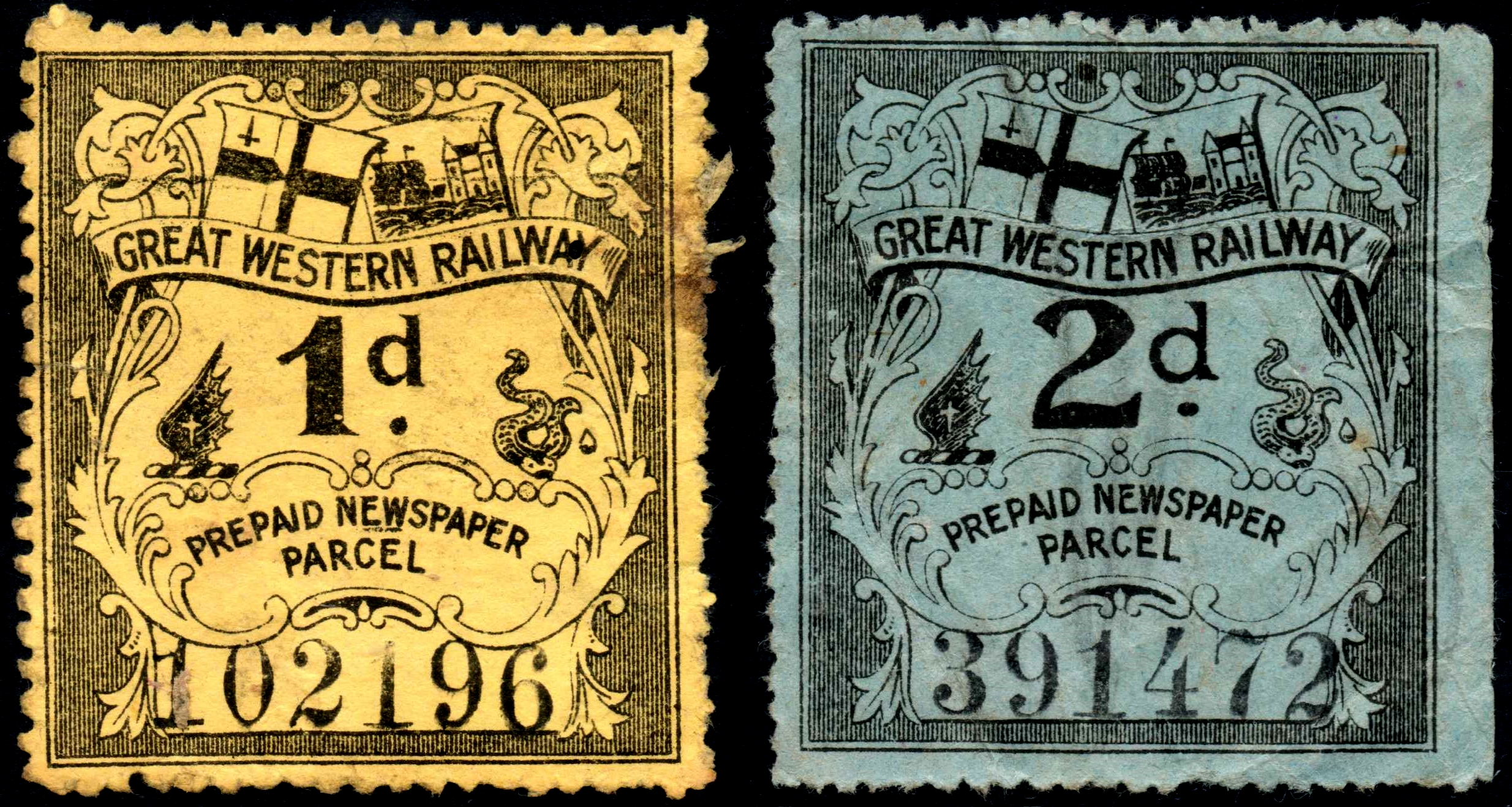
Железнодорожная газетная посылочная марка Большой западной железной дороги (Великобритания, ок. 1900)

### Газетные посылочные

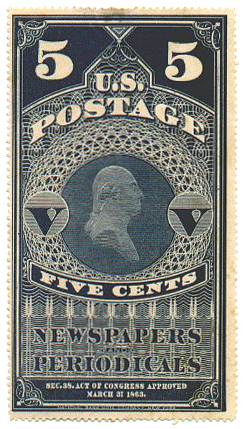
Газетная марка США (1865—1875, 5 центов)

Газетные посылочные марки предназначались для оплаты пересылки пакетов (посылок) с газетами по особому, обычно льготному, тарифу. Выпускались в США (1865—1898), Бельгии (1928—1932), Латвии (1926—1932) для пересылки посылок с газетами по железной дороге.

### Доплатные посылочные
Доплатные посылочные марки предназначались для взыскания дополнительной платы за пересылку почтовых посылок. Были выпущены в США (1913) и Бельгии (с 1954 года). Надписи на подобных марках США гласят: англ. «U. S. Parcel Post» («Посылочная почта США») и «Postage due» («Почтовая доплата»). Марки этого вида так и остались редким явлением, поскольку обычно недостающий почтовый сбор за посылку взыскивают с получателя наличными деньгами или с помощью доплатных марок.

### Железнодорожные посылочные
Железнодорожные посылочные марки предназначались для оплаты пересылки посылок по железной дороге. Выпускались во Франции, Бельгии и других странах. Они могут быть:
- официальными (к примеру, в Бельгии),
- полуофициальными (например, во Франции, марки Латвии 1926—1930 годов),
- неофициальными, предназначенными для оплаты посылок, пересылаемых железной дорогой самостоятельно (к примеру, марки самостоятельной доставки посылок Датской государственной железной дорогой в Дании, а также голландской железной дорогой в Нидерландах, марки доставки частными железнодорожными компаниями в Великобритании)[6].

### Контрольные посылочные
Контрольные посылочные марки выпускались с целью контроля и ограничения отправки почтовых посылок, а не для оплаты их пересылки. К примеру в Тироле в 1919—1921 годах в обращении были платные контрольные марки для пересылаемых посылок с продовольственными товарами.

### Памятные посылочные
Наряду с почтовыми марками, для посылок «стандартного» вида выпускались и памятные (например, в Бельгии в 1949 и 1951 годах).

### Расчётные посылочные
Расчётные посылочные марки представляют собой почтовые марки специального назначения, которые выпускались в Нидерландах в 1923—1925 годах для осуществления внутренних расчётов на крупных почтамтах.

### Служебные посылочные
Служебные посылочные марки выпускались для оплаты доставки служебных посылок в Великобритании (1893—1902).

### Солдатские посылочные
Солдатские посылочные марки предназначались для оплаты пересылки посылок, адресованных военнослужащим. Выпускались в Бельгии в 1939 году.

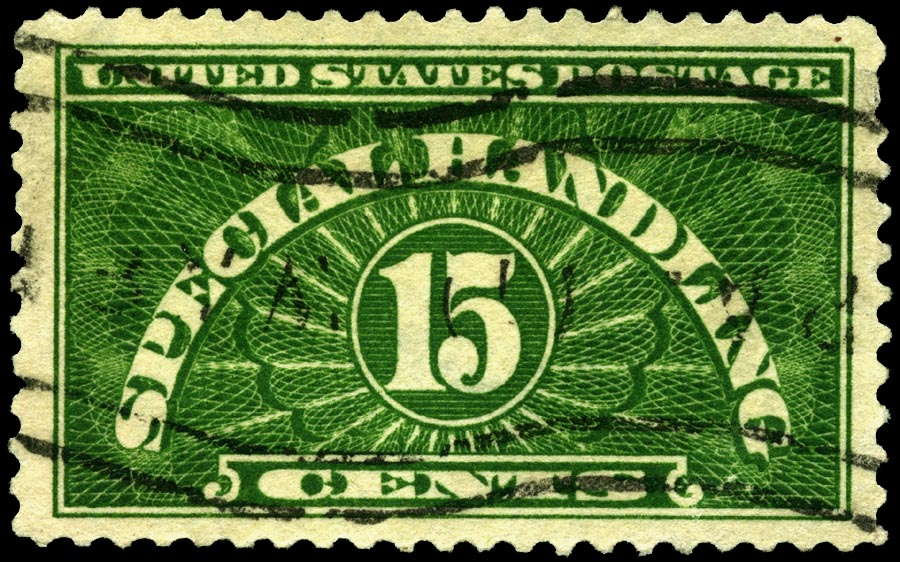
Спешная посылочная марка США (1928, 15 центов)

### Спешные посылочные
Спешные (экспрессные) посылочные марки предназначались для оплаты пересылки посылок, доставляемых спешной почтой. Выпускались в Ватикане (1931) и США (с 1925 года). Этот вид марок не получил развития, и экспресс-доставка обычно оплачивается наличными с наклейкой на посылке почтового ярлыка «Экспресс».

## Примеры по странам

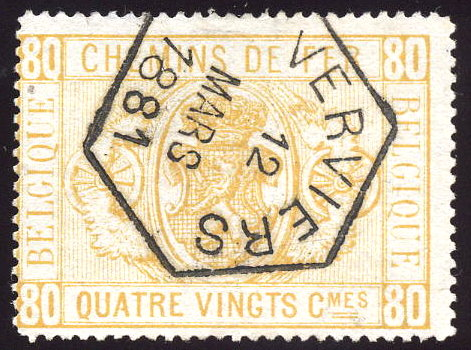
Железнодорожная посылочная марка Бельгии (1879)

### Бельгия
В Бельгии с 1879 года посылочные марки выпускались для оплаты доставки посылок, которая осуществлялась специальной железнодорожной службой во все населённые пункты, где есть железнодорожное сообщение. На марках имелась надпись: «фр. Chemins de Fer — нидерл. Spoorwegen» («Железная дорога»).

### Ватикан
В 1931 году в Ватикане на марках спешной почты была сделана надпечатка на итальянском языке («Для посылок»).

### Великобритания
В Великобритании в период с 1893 по 1902 год находились в обращении служебные посылочные марки. Для этого на обычных стандартных почтовых марках 17 номиналов была сделана надпечатка на английском языке «Govt. Parcels» («Правительственные посылки»). Этими марками оплачивалась пересылка служебных посылок.
| Посылочные марки Великобритании                                                                                           | Посылочные марки Великобритании |
| --- | --- |
| | |
| 1901: посылочная этикетка с двумя стандартными марками, имеющими надпечатку «Govt. Parcels» («Правительственные посылки») | 1971: частная посылочная марка, отпечатанная в Перте во время забастовки почтовиков (англ. 1971 United Kingdom postal workers strike) |

### Гренландия
В Гренландии серия специальных посылочных марок «Медведь», или так называемых марок «пакке-порто» (согласно тексту на марках: «Pakke porto»), была в обращении с 1905 года до 1938 года, после чего эти марки заменили обычными почтовыми. Наклеивать их на письма строго запрещалось. Когда посылки отправлялись в Гренландию, посылочные марки наклеивались на сопроводительный бланк к посылке. При отправке же посылки из Гренландии марки клеились на оболочку посылки.
Столетию со дня выпуска посылочных марок гренландская почта посвятила три памятных выпуска, вышедших в 2005, 2006 и 2007 годах.

### Нидерланды
В 1923—1925 годах почта Нидерландов эмитировала расчётные посылочные марки, с помощью которых на крупных почтамтах страны производились внутренние расчёты. На обычных марках Нидерландов была надпечатана надпись на голландском языке «CNT» («Уплатить порто») и номиналы 11 и 15 центов. Населению эти марки не продавались, поскольку использовались для внутренних нужд почтового ведомства, и стали доступны коллекционерам лишь после их продажи почтовой службой на аукционе в составе оптовой дешёвой смеси.

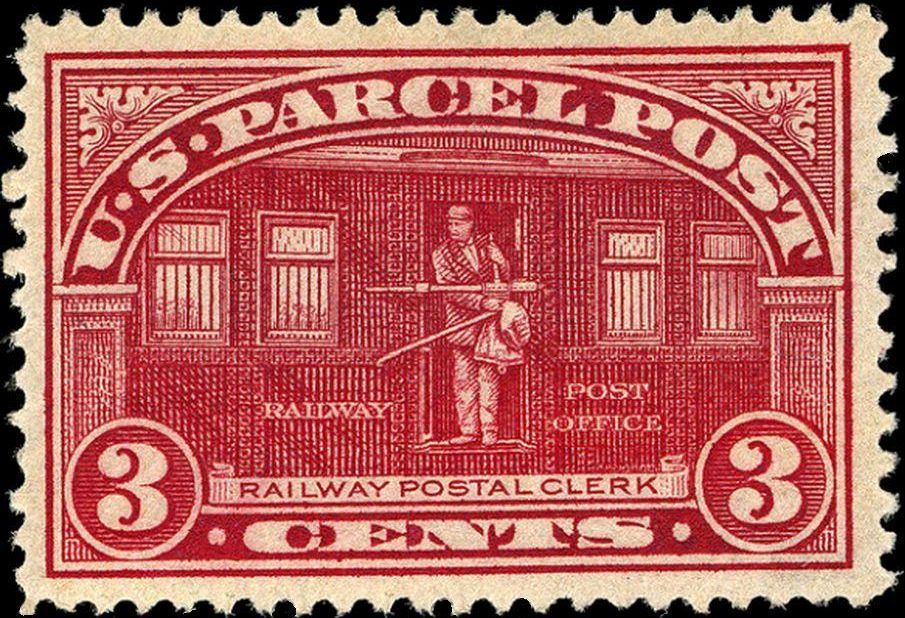
Посылочная марка США (1913, 3 цента)

### США
В 1912—1913 годах в США вышла серия из 12 посылочных марок (Sc #Q1—Q12). На рисунках марок серии с низкими номиналами представлены способы доставки почты. В 1913 году в США были также выпущены доплатные почтовые марки (Sc #JQ1—JQ5) для пакетов с недоплаченным почтовым сбором.
С 1925 по 1955 год применялись спешные посылочные марки для оплаты дополнительного сбора за ускоренную доставку посылок (Sc #QE1—QE4). На марках имелась надпись на английском языке «Special handling» («Специальное вручение»).

### Франция
Во Франции с 1892 года посылочные марки выпускались для оплаты доставки посылок, которая осуществлялась специальной железнодорожной службой по всем населённым пунктам, где имелось железнодорожное сообщение.